# سیارک ۳۹۴۵
سیارک ۳۹۴۵ (به انگلیسی: 3945 Gerasimenko، نامگذاری:1982PL) سه هزار و نهصد و چهل و پنجمین سیارک کشف شده‌است که در ۱۴ اوت ۱۹۸۲ کشف شد.
قدر مطلق سیارک برابر ۱۲٫۳۰ است.